# Hamilton (Wisconsin)
Pour les articles homonymes, voir Hamilton.
Hamilton est une ville des États-Unis située dans l’État du Wisconsin et le comté de La Crosse. Au recensement de 2012, sa population était de 2 580 habitants.

## Source de la traduction
- (en) Cet article est partiellement ou en totalité issu de l’article de Wikipédia en anglais intitulé « Hamilton, Wisconsin » (voir la liste des auteurs).